# Howling III
Howling III (también conocida con los títulos de Howling III: The Marsupials y
Marsupials: The Howling III) es una película australiana de terror de 1987 dirigida por Philippe Mora, director de la película anterior Howling II y filmado en la localidad de Sídney, Australia y sus alrededores. Protagonizada por Barry Otto, Imogen Annesley y Max Fairchild, siendo la única entrada con clasificación PG-13 en la serie Howling y también la última película de la serie en ser estrenada en cines. En esta secuela, los hombres lobo han evolucionado, y las hembras tienen bolsas marsupiales para amamantar a sus crías. Los científicos intentan estudiarlos mientras los soldados intentan rastrearlos y matarlos en el outback interior de Australia. Nicole Kidman habría sido considerada para el papel de Jerboa. Su estreno tuvo lugar el 13 de noviembre de 1987.
Si bien Gary Brandner, autor de la serie de novelas Howling, aprobó la compra del director del derecho al nombre The Howling y los créditos de la pantalla afirman que se basa en la novela The Howling III: Echoes de Brandner, la novela se desarrollaba en los Estados Unidos y tiene una historia diferente a la película, con solo pequeñas similitudes en términos de trama y una visión empatizante de los hombres lobo. Este aspecto sería revisado en Howling VI: The Freaks.

## Reparto
| Actor            | Personaje                                 |
| ---------------- | ----------------------------------------- |
| Barry Otto       | Profesor Harry Beckmeyer                  |
| Imogen Annesley  | Jerboa                                    |
| Max Fairchild    | Thylo                                     |
| Ralph Cotterill  | Profesor Sharp                            |
| Leigh Biolos     | Donny Martin                              |
| Frank Thring     | Jack Citron                               |
| Michael Pate     | Presidente                                |
| Barry Humphries  | Presentador de los Premios de la Academia |
| Carole Skinner   | Yara                                      |
| Brian Adams      | Gen. Miller                               |
| Christopher Pate | Agente                                    |
| Dagmar Bláhová   | Olga Gork                                 |
| Burnham Burnham  | Kendi                                     |
| Steve Shaw       | Horror Movie Actor                        |
| Bob Barrett      | Oficial de policía                        |
| Fred Welsh       | Dan Ruggle                                |
| John Ewing       | Gen. Forster                              |

## Argumento
Harry Beckmeyer (Barry Otto), un antropólogo australiano, obtiene una filmación de 1905 que muestra a aborígenes australianos sacrificando ceremonialmente a una criatura similar a un lobo. Alarmado por los informes de un hombre lobo que mató a un hombre en Siberia, Beckmeyer intenta advertir al presidente de los Estados Unidos (Michael Pate) sobre los ataques generalizados de estas criaturas, pero el presidente se muestra desdeñoso.
Jerboa (Imogen Annesley), una joven mujer-lobo australiana, huye de su padrastro abusivo sexualmente, Thylo (Max Fairchild). Después de pasar la noche en un banco del parque cerca de Sydney Opera House, un joven estadounidense, Donny Martin (Leigh Biolos), le ofrece un papel en una película de terror, Shape Shifters Part 8. Jack Citron (Frank Thring), el director de la película, elogia su talento natural y la contrata de inmediato.
Después de que Jerboa y Donny asisten a una película que representa a un hombre lobo que se está transformando, ella insiste en que "no sucede así" y admite que ella es una mujer-lobo ante un Donny incrédulo. Después de tener relaciones sexuales, Donny se da cuenta de que la parte inferior del abdomen de Jerboa está cubierta por un pelaje blanco y una gran cicatriz.
En la fiesta de celebración al terminar la filmación de la película, Jerboa es expuesta a luces estroboscópicas que la hacen comenzar a transformarse. Ella huye de la fiesta y es atropellada por un auto. En el hospital, los médicos descubren que tiene una bolsa de marsupial y un pelaje a rayas en la espalda similar a un tilacino. También descubren que Jerboa está embarazada y le preguntan a Donny sobre su anatomía inusual.
El padre de Beckmeyer desaparece en el outback poco después de grabar una filmación de aldeanos tribales matando a un hombre-lobo. Tres de las hermanas de Jerboa la siguen hasta Sídney y la llevan de regreso a la ciudad oculta de la manada de hombres-lobo, "Flow" ("Wolf"=lobo, escrito al revés).
Beckmeyer y su colega, el profesor Sharp (Ralph Cotterill) pasan la tarde viendo a un grupo de ballet visitante. Son testigos de cómo la bailarina principal rusa, Olga Gorki (Dasha Blahova), se transforma en una mujer-lobo, para horror de su compañía. Ella es capturada y llevada a un laboratorio, pero logra escapar, tras lo cual se dirige a Flow, donde la manada quiere que sea la compañera de Thylo.
Jerboa da a luz a un bebé hombre-lobo que se mete en su bolsa marsupial. Donny le informa a Beckmeyer que su novia es de Flow y que intentan encontrarla. Jerboa percibe el olor de Donny cerca y lo encuentra durante la noche. Ella le muestra a su bebé y le cuenta sobre el peligro inminente; ambos huyen hacia las colinas.
A la mañana siguiente, un grupo de trabajo del gobierno captura la manada de hombres-lobo. Beckmeyer convence a Olga para que permita que los científicos la estudien a ella y a Thylo. Después de que Thylo es torturado con luces estroboscópicas para transformarlo, Beckmeyer lo libera a él y a Olga. El trío escapa al outback y encuentra a Kendi (Burnham Burnham), Donny, Jerboa y el bebé.
Kendi invoca el espíritu de un lobo fantasma que masacra a los cazadores que persiguen al grupo. Kendi es cremada, pero el humo alerta a los soldados que todavía los estaban persiguiendo. El esqueleto de Kendi ataca a los soldados antes de ser destruido por la ametralladora de un soldado. Por la noche, Thylo también invoca al espíritu y se transforma en un enorme lobo que ataca a los soldados restantes antes de ser asesinado por una explosión de bazuca que destruye el resto del campamento.
Olga y Beckmeyer se enamoran y se esconden con Jerboa y Donny en un campamento idílico junto al río. Finalmente, Jerboa y Donny se marchan, asumiendo nuevas identidades; los Beckmeyers se quedan para criar a su hija y su hijo recién nacido. Sharp localiza a Harry y le informa que todos los licántropos han recibido una amnistía debido a los delitos cometidos contra ellos. Los Beckmeyers regresan a la ciudad.
Mientras enseñaba una clase en Los Ángeles, un joven se acerca a Beckmeyer y se presenta como Zack, el hijo de Jerboa y Donny. Zack informa a Beckmeyer que sus padres viven en Los Ángeles bajo nuevas identidades: Jerboa es ahora la famosa actriz "Loretta Carson" y Donny es el famoso director "Sully Spellingberg".
Esa noche, Olga y Beckmeyer observan en televisión a Jerboa ganar un premio a la mejor actriz en un programa presentado por Dame Edna Everage (Barry Humphries). Cuando Jerboa acepta el premio, los flashes de las cámaras fotografiando y las intensas luces del escenario hacen que se convierta en mujer-lobo. Olga también se transforma por el tremendo sobresalto, para consternación de su marido. Jerboa continúa el ataque mientras sus hermanas aullaban de alegría; Sharp se ve en su sala de estar sonriendo maliciosamente.
La escena final es de un tilacino (o tigre de Tasmania), un carnívoro marsupial que fue cazado hasta la extinción por los granjeros australianos para tratar de proteger a su crianza de ovejas.

## Producción y estreno
Howling III se considera una película independiente en la serie Howling. Aunque Philippe Mora dirigió Howling II: Your Sister Is a Werewolf, esta otra película no presenta referencias ni personajes de las dos películas anteriores. Los hombres-lobo en Howling III también son retratados con mayor empatía.
Mora no estuvo conforme con la historia de Howling II y en cómo los productores agregaron metraje adicional, como tomas adicionales de senos, después de que él se fue. Él quería hacer una tercera película para compensar y recaudar el dinero él mismo junto con el coproductor Charles Waterstreet.
La película fue lanzada por primera vez en DVD por Elite Entertainment en 2001. El DVD agotado contenía una versión widescreen de la película, avances y comentarios de audio del director. En 2007, Timeless Media Group lanzó una versión pan and scan de la película DVD y Blu-ray sin material adicional.
El 2 de octubre de 2018, Scream Factory anunció que lanzará Howling III en Blu-ray en América del Norte el 15 de enero de 2019. El 5 de diciembre de 2018 se anunció una lista completa de características adicionales, tanto nuevas como vintage.

## Recepción
La película tiene un índice de aprobación de apenas 18% en el sitio web agregador de reseñas Rotten Tomatoes según 11 reseñas.